# Marc-Antoine Jamet
Pour les articles homonymes, voir Jamet.
Marc-Antoine Jamet, né le 19 mai 1959 à Saint-Mandé, est un dirigeant d'entreprise et homme politique français.

## Biographie
Il est le petit-fils de l'écrivain Claude Jamet et le fils de Françoise Jamet, comédienne au théâtre du Soleil, et de Dominique Jamet, journaliste, écrivain, directeur de journaux et premier président de la Bibliothèque de France. Marc-Antoine Jamet, marié et père de quatre enfants, est aussi le neveu d'Alain Jamet, membre fondateur et vice-président du Front national, le cousin de France Jamet, députée européenne RN et le cousin de Éric Kristy, romancier et scénariste.
Titulaire d’une licence de lettres et d’une maîtrise d’histoire, obtenue à l'université Paris-IV - Sorbonne, Marc-Antoine Jamet est diplômé de Sciences Po (1983), où il a été enseignant vacataire en droit public. Il en a été également membre du conseil scientifique entre 1988 et 1998, ainsi que membre puis président (1995) de la commission paritaire jusqu'en 1998.

### Carrière administrative et politique
Il débute comme chargé de mission auprès du président du Comité national des conseillers du commerce extérieur de la France (1984). Ancien élève de l’ENA (promotion 1988 Michel de Montaigne), auditeur, puis conseiller référendaire à la Cour des comptes, il y dirige plusieurs équipes contrôlant de grands organismes de sécurité sociale, puis est chargé de mission auprès des premiers présidents André Chandernagor et Pierre Arpaillange, tout en étant rapporteur au Conseil supérieur de l’audiovisuel, commissaire aux comptes de la conférence des ministres de la Jeunesse et des Sports d’expression francophone, de la conférence des ministres de l'Éducation et de la Recherche d’expression francophone, ainsi que du Comité national et du Comité international des Jeux de la Francophonie (1988-1992).
Il est directeur de cabinet du président de l’Assemblée nationale Henri Emmanuelli (1992-1993), puis Laurent Fabius (1997-2000). Il est conseiller spécial de Laurent Fabius, ministre de l’Économie, des Finances et de l’Industrie (2000-2001),. Désigné porte-parole du Conseil constitutionnel en 1994 par Robert Badinter, sa nomination n’est pas ratifiée par la majorité de ses membres.
Il a été organisateur du festival du cinéma italien de la Cinémathèque française pour le compte de son président Hubert Astier en 1981. Il a été secrétaire général du théâtre des Amandiers en 1994 après que Jacques Toubon, ministre de la Culture, a refusé qu’il soit le secrétaire général du musée d'Orsay.
Soutenu par Laurent Fabius, Marc-Antoine Jamet devient en 2001 maire de Val-de-Reuil, dans l'Eure, la plus jeune commune de France, créée en 1981, et dernière née des villes nouvelles, vice-président de la communauté d'agglomération Seine-Eure. Il est élu à chaque fois au premier tour (51 % en 2001, 83 % en 2008, 65 % en 2014, 90% en 2020, année où il est le maire d’une ville de plus de 10 000 habitants le mieux élu de Normandie).
Lors de la controverse sur le vol des caddies du magasin Auchan de Val de Reuil; il critique la volonté de la direction du magasin d'imposer la présentation d'une pièce d'identité pour l'emprunt des chariots, considérant qu'il s'agit d'une approche "stigmatisante" de la population de la ville.
Il est élu au conseil régional de Haute-Normandie en 2004. En mars 2010, il est réélu en conduisant la liste d’Union de la gauche dans l’Eure, battant celle conduite par Bruno Le Maire et Hervé Morin. Il est vice-président du conseil régional chargé des finances et du budget entre 2004 et 2015. En décembre 2015, conduisant la liste du PS dans l'Eure, il est élu pour la troisième fois et, bien que dans l'opposition, désigné à l'unanimité de ses collègues, président de la commission des finances de la nouvelle région Normandie en janvier 2016.
Il est administrateur du syndicat mixte de la base de loisirs de Léry-Poses, des offices de HLM Siloge et Immobilière Basse Seine (3F). Il a présidé entre 2001 et 2007 la SoDéVil (Société de Développement de Val-de-Reuil, Incarville, Louviers, et siège à Eure Aménagement développement (EAD) - et Rouen Normandy Invest.
Au sein du Parti socialiste, il est membre du groupe des experts en 1986, adhérent de l’association Solidarité moderne proche de Laurent Fabius en 1988, où il est accueilli par Denis Olivennes et Henri Weber, directeur de cabinet du premier secrétaire Henri Emmanuelli de 1994 à 1995, trésorier national en 1994 à la suite de la démission de Pierre Moscovici, membre du Conseil national du PS entre le congrès de Liévin de 1994 et 2017, directeur de cabinet de Laurent Fabius, président du groupe socialiste à l’Assemblée nationale, de 1995 à 1997.
Il a été premier secrétaire de la fédération PS de l'Eure de 2012 à 2017.
Ne se représentant pas au conseil régional de Normandie, il est élu conseiller départemental de l'Eure en juin 2021.

### Carrière dans le privé
Secrétaire général du groupe de luxe LVMH depuis le 14 mars 2001, en remplacement de Pierre-Mathieu Duhamel, il en est également le directeur immobilier depuis 2012.
Il est vice-président de la Fédération des industries de la parfumerie (FEBEA) depuis 2002, président du pôle de compétitivité « Cosmetic Valley » depuis 2011,, membre du conseil de surveillance de L Capital depuis 2004, fondé de pouvoir de la fondation Louis-Vuitton pour la Création en 2006, administrateur de l’Institut de relations internationales et stratégiques (IRIS) depuis 2005, de Paris Tech Review depuis 2011, de Parfums et Cosmétiques DIOR entre 2012 et 2018, du Comité France-Chine depuis 2014, de la French American Fondation depuis 2018, de la Chambre de commerce franco-japonaise et du Comité des Champs-Élysées.
Marc-Antoine Jamet est également président-directeur général du Jardin d’acclimatation depuis 2004, président du conseil d'administration du Centre national d'enseignement à distance (CNED) depuis 2011, président du Cercle des Pierres d'Or (association des directeurs immobiliers) depuis 2018. Depuis 2019, il est aussi président de la société Plaza Courchevel et administrateur de SADIFA depuis 2002.
Il a été président de l’Union des fabricants (Unifab), principale association européenne chargée de la lutte contre la contrefaçon entre 2001 et 2010, membre du Haut Conseil à l'intégration de 2006 à 2012 et administrateur de la Société d'exploitation de la tour Eiffel (SETE) de 2006 à 2016.
Ces différents cumuls de fonction publiques et privées font dire à Mediapart que Marc Antoine Jamet est "un animal politique à l'ancienne, qui verse dans le mélange des genres sans se poser de questions".
Marc-Antoine Jamet apparaît dans le film documentaire Merci Patron ! (2015), dans lequel il est filmé par François Ruffin, en caméra cachée alors qu'il intervient auprès de lui afin que la prochaine assemblée générale du groupe LVMH ne soit pas troublée par l'intervention de militants. Dans le film, qui traite de la situation de la famille Klur dont le père et la mère ont été licenciés de l'entreprise Ecce, l’usine française qui produit pour le groupe LVMH, Marc-Antoine Jamet évoque devant le journaliste les clauses particulières permettant la diffusion du documentaire. Dans le même temps, l’ancienne syndicaliste CGT Marie-Hélène Bourlard reproche à Jamet d’être « un homme politique socialiste (qui) veut faire plaisir aux gens qui sont de gauche, Ruffin et les autres ». Face aux critiques, Marc-Antoine Jamet s’explique lors d’une projection à Rouen, à l’invitation de François Ruffin. À cette occasion, il précise que ce n’est pas LVMH qui a procédé au licenciement, mais le prestataire Ecce.

## Distinctions
- Chevalier de la Légion d'honneur (décret du 14 avril 2006[31])
- Officier de la Légion d'honneur (décret du 31 décembre 2015[32])
- Officier de l'ordre des Arts et des Lettres (arrêté du 31 août 2018[33])
- Chevalier de l'ordre des Palmes académiques (2000)
- Chevalier de l'ordre du Mérite agricole (2014)
- Médaille de la Défense nationale, échelon bronze (1983)